# British Home Championship 1936/37
Die British Home Championship 1936/37 war die 49. Auflage des im Round-Robin-System ausgetragenen Fußballwettbewerbs zwischen den vier britischen Nationalmannschaften von England, Irland (ab 1950/51 Nordirland), Schottland und Wales.
| Pl. | Nationalmannschaft | Sp. | S | U | N | Tore    | Punkte |
| --- | ------------------ | --- | - | - | - | ------- | ------ |
| 1.  | Wales              | 3   | 3 | 0 | 0 | 008:300 | 06:0   |
| 2.  | Schottland         | 3   | 2 | 0 | 1 | 007:400 | 04:20  |
| 3.  | England            | 3   | 1 | 0 | 2 | 005:600 | 02:40  |
| 4.  | Irland             | 3   | 0 | 0 | 3 | 003:100 | 0:60   |

|                                                       |   |            |           |
| 17. Oktober 1936 in Cardiff (Ninian Park)             |   |            |           |
| Wales                                                 | – | England    | 2:1 (0:1) |
| 31. Oktober 1936 in Belfast (Windsor Park)            |   |            |           |
| Irland                                                | – | Schottland | 1:3 (1:1) |
| 18. November 1936 in Stoke-on-Trent (Victoria Ground) |   |            |           |
| England                                               | – | Irland     | 3:1 (1:1) |
| 2. Dezember 1936 in Dundee (Dens Park)                |   |            |           |
| Schottland                                            | – | Wales      | 1:2 (0:1) |
| 17. März 1937 in Wrexham (Racecourse Ground)          |   |            |           |
| Wales                                                 | – | Irland     | 4:1 (2:0) |
| 17. April 1937 in Glasgow (Hampden Park)              |   |            |           |
| Schottland                                            | – | England    | 3:1 (0:1) |